# Lista aeronavelor rusești pierdute în Al Doilea Război Cecen
Aceasta este o listă incompletă a aeronavelor rusești pierdute în Al Doilea Război Cecen. Include atât elicoptere, cât și aeronave cu aripă fixă. 
Pierderile generale ale aeronavelor rusești în perioada 1999-2002 constau în 45 elicoptere (23 Mi-8, 16 Mi-24, trei Mi-26 și trei de alt tip) și 11 aeronave cu aripă fixă (patru bombardiere Su-24 și șapte avioane de atac la sol Su-25).

## 1999
- 9 august, 2 elicoptere Mi-8 au fost distruse pe aeroportul din Botlih, Daghestan, cu un lansator de rachete portabil; un militar rus a fost ucis.
- în alt accident produs în aceeași zi, unui Mi-8 al trupelor de grăniceri i s-a rupt coada la decolare în Daghestan. Trei membri ai echipajului au fost răniți.
- 11 august, un Mi-8MT a fost doborât cu focuri de armă lângă satul Novokuli, provocând moartea a trei membri ai echipajului.
- 9 septembrie, un Su-25 s-a prăbușit lângă satul Buinaksk, în Daghestan, din cauza unor probleme mecanice. Pilotul s-a catapultat și a fost salvat.
- 11 septembrie, un elicopter militar rusesc a fost doborât lângă satul daghestanez Duci în timp ce efectua o misiune de recunoaștere.[2]
- 24 septembrie, un elicopter de transport greu Mi-26 s-a prăbușit în Daghestan la aterizare. Nu s-au raportat victime.
- 3 octombrie, un Su-25 a fost doborât de o rachetă în timpul unei misiuni de recunoaștere deasupra satului Tolstoi-Iurt. Pilotul a fost ucis.
- 4 octombrie, un Su-24 a fost doborât în apropierea capitalei cecene Groznîi în timpul căutării avionului de atac Su-25 prăbușit cu o zi înainte; pilotul a fost ucis, iar navigatorul luat prizonier de insurgenți.
- 13 decembrie, un avion de atac la sol Su-25 s-a prăbușit în dimineața acelei zile în zona Bachi-Iurt. Oficiali militari ruși au declarat că aparatul s-a prăbușit deoarece una din rachetele S-13 a explodat în lansator, cauzând avarii grave avionului. Pilotul, Serghei Borisiuk, s-a catapultat în siguranță și a fost salvat după 26 de ore.
- în cursul aceleiași zile, un Mi-24 și un Mi-8 au fost distruse în timp ce căutau avionul Su-25  prăbușit anterior. Aparatul Mi-24 s-a prăbușit din cauza ceții dese, ucigându-i pe cei doi membri ai echipajului. Un elicopter Mi-8 a reușit să-l localizeze și să-l recupereze pe pilotul avionului Su-25, însă două Mi-8 s-au întors la locul prăbușirii elicopterului Mi-24 și au fost atacate de rebeli ceceni lângă satul Starîie Ataghi, în timp ce zburau la joasă altitudine. Unul din aparatele Mi-8 a fost lovit și s-a prăbușit, provocând moartea celor patru persoane de la bord.

## 2000
- 12 ianuarie, doi piloți ai unui elicopter Mi-8, printre care Eroul Uniunii Sovietice Nikolai Maidanov, au fost uciși într-o ambuscadă în timp ce se pregăteau să aterizeze pe aeroportul Kankala din Groznîi; aparatul a fost adus la sol de către tehnicianul de zbor.
- 22 februarie, un elicopter Mi-8 a suferit o defecțiune mecanică și a aterizat forțat; nu au existat victime. Un alt Mi-8 a suferit defecțiuni mecanice și a aterizat forțat; câteva persoane au fost rănite.
- 29 ianuarie, două elicoptere rusești de transport Mi-8 au fost ținta unor tiruri în sudul Ceceniei; un membru al echipajelor a fost ucis și altul grav rănit.
- 18 februarie, un elicopter de transport militar Mi-8 a fost doborât în sudul Ceceniei, toți cei 15 oameni de la bord fiind uciși.[3]
- 21 februarie, un elicopter de atac Mi-24 a fost puternic avariat de tiruri trase de la sol în apropiere de Șatoi și a aterizat forțat; nu au existat victime.
- 7 mai, un avion de recunoaștere Su-24MR s-a izbit de un versant, în condiții de ceață densă, în apropierea satului Benoi-Vedeno, în timpul unei misiuni de marcare a unei ținte pentru o escadrilă de aparate Su-25; cei doi membri ai echipajului au murit.
- 14 mai, un Mi-8 s-a prăbușit la decolare din cauza unei probleme tehnice; cei 15 oameni de la bord au fost răniți.
- 12 iunie, un elicopter militar rusesc de transport s-a prăbușit lângă Groznîi; cei patru membri ai echipajului au fost uciși.
- 6 august, un Mi-8 a fost doborât cu tiruri de la sol, ducând la moartea unui militar al forțelor aeriene.

## 2001
- 31 mai, un Mi-8 cu 15 pasageri la bord a fost avariat de focuri de la sol; pilotul a murit în urma rănilor după aterizarea elicopterului avariat.
- 1 iunie, doi membri ai Comisiei de Apărare a Dumei de Stat, Alexei Arbatov și Evgheni Zeleniov, au fost răniți într-un atac lângă granița cu Cecenia; pilotul elicopterului a fost rănit mortal, iar copilotul a fost obligat să execute o aterizare de urgență.[4]
- 14 iunie, două avioane Su-25 ale Forțelor Aeriene Ruse au lovit simultan un versant în timp ce executau o misiune de luptă; cei doi piloți au murit. Prăbușirea avioanelor s-a datorat vizibilității scăzute și terenului dificil.
- 14 iunie, un Mi-8 a fost grav avariat de tiruri de la sol și a efectuat o aterizare de urgență; echipajul a scăpat nevătămat.
- 19 iulie, un elicopter al Ministerului Rus de Interne s-a prăbușit lângă Engenoi, ucigând nouă membri ai forțelor speciale și rănind alți cinci.[5]
- 4 august, un elicopter de transport Mi-8 s-a prăbușit lângă satul Tushoroi din Cecenia, ucigând trei persoane și rănind alte cinci.
- 15 august, un elicopter de atac Mi-25 a fost doborât de un lansator de grenade GP-30 lângă Ța Vedeno, ducând la moartea ambilor piloți.[6]
- 17 august, luptătorii ceceni au revendicat doborârea unui elicopter, revendicare respinsă de oficialii ruși.[7][8]
- 2 septembrie, un elicopter militar rusesc Mi-8 s-a prăbușit lângă satul cecen Hindoi, ucigând patru militari ruși și rănind alți doi.
- 17 septembrie, o rachetă sol-aer a doborât un elicopter VIP Mi-8 deasupra capitalei Groznîi, omorând 13 persoane. Explozia a ucis mai mulți ofițeri superiori ai Armatei: general-maiorul Anatoli Pozdniakov (membru al Statului Major General al Forțelor Aeriene Ruse), general-maiorul Pavel Varfolomeev (Directorul Adjunct de Personal al Ministerului Rus al Apărării), opt colonei și trei membri ai echipajului.[9][10][11]

## 2002
- 27 ianuarie, un Mi-8 al Ministerului Rus de Interne (MVD) a fost doborât în Districtul Nadterecinîi și a explodat, ducând la moartea tuturor celor 14 persoane de la bord. Printre cei uciși s-au aflat Ministrul adjunct de Interne general-locotenentul Mihail Rudcenko (responsabil cu securitatea în Districtul Federal Sud), comandantul adjunct al Trupelor Ministerului de Interne, general-maiorul Nikolai Goridov, precum și alți ofițeri de rang înalt precum coloneii Orienko, Stepanenko și Trafimov.[12]
- 7 februarie, un elicopter militar rusesc s-a prăbușit și a explodat imediat după decolarea de la Groznîi, ucigând opt din cei zece oameni de la bord.[13]
- 29 aprilie, un avion de vânătoare Su-25 s-a prăbușit în regiunea Vedeno din sud-estul Ceceniei; pilotul a murit.[14]
- 9 august, rezistența cecenă a doborât un elicopter militar Mi-8 military lângă satul Dișni-Vedeno, ucigând cei trei membri ai echipajului.[15]
- 19 august, un elicopter de transport Mi-26 supraîncărcat s-a prăbușit într-un câmp de mine de lângă principala bază a armatei rusești de la Kankala, omorându-i pe toți cei 127 de soldați de la bord, după ce a fost lovit de o rachetă lansată de rebeli. Până în 2008, aceasta rămâne cea mai mare catastrofă din istoria zborurilor cu elicopterul.[16][17] O zi de doliu național a fost declarată în Rusia pentru comemorarea catastrofei.[18]
- 31 august, armata rusă a anunțat că un Mi-24 a fost doborât de tiruri ale inamicului lângă Nojai-Iurt; ambii membri ai echipajului și-au pierdut viața, aparatul fiind al 36-lea elicopter pierdut începând din septembrie 1999.[19]
- 18 octombrie, un elicopter militar s-a prăbușit în râul Terek din Cecenia, ucigând cel puțin o persoană.[20]
- 29 octombrie, un elicopter Mi-8 s-a prăbușit în timpul unei tentative de aterizare lângă Groznîi, omorând trei membri ai echipajului și un ofițer aflat la bord.[21]
- 1 septembrie, un elicopter militar rusesc Mi-24 a fost doborât de o rachetă lângă satul de munte Mesheti, ambii membri ai echipajului fiind uciși.[22]
- 27 septembrie, un elicopter de luptă Mi-24 a fost doborât lângă Galașki, în Ingușetia, în timpul unui intens schimb de focuri cu rebelii, ducând la moartea celor doi piloți.[23]
- 3 noiembrie, rebelii ceceni au doborât un Mi-8, ucigând nouă militari în termen. Elicopterul a fost lovit de o rachetă sol-aer trasă dintr-un lansator portabil amplasat pe un bloc de lângă Groznîi, la scurtă vreme după ce decolase din Kankala.

## 2003
- 20 martie, două Mi-24 au fost date dispărute în timpul unei misiuni de luptă în Cecenia.[24]
- 7 iulie, un elicopter militar Mi-8 s-a prăbușit lângă satul Novogroznenski, ucigând patru și rănind 11 lucrători.
- 7 august, asupra unui elicopter Mi-8 s-a deschis focul de la sol, iar aparatul s-a prăbușit în zona Dișnie-Vedeno, ucigând una și rănind grav două persoane.[25]

## 2004
- 5 septembrie, un Mi-8 aparținând MVD a fost găsit prăbușit într-o zonă muntoasă din apropierea satului inguș Karabulak, ducând la moartea a două persoane și la rănirea alteia.
- 14 septembrie, rebelii ceceni au avariat un elicopter Mi-24, provocându-i prăbușirea; cei doi membri ai echipajului au supraviețuit și au reușit să aterizeze forțat în siguranță.[26]

## 2005
- 10 martie, un elicopter rusesc Mi-8 s-a prăbușit pe drumul spre Kankala, după ce a lovit o linie electrică de înaltă tensiune (ulterior s-a afirmat că în resturile fuzelajului au fost găsite urme de gloanțe.[27]). Prăbușirea a ucis 15 din cei 16 oameni de la bord, incluzând membri ai unității de comando Spețnaz, ai FSB din Habarovsk și ai echipajului.[28]
- 22 martie, un elicopter militar rusesc Mi-8 s-a prăbușit lângă Kankala, unele rapoarte afirmând că șase persoane aflate la bord au murit.[29]
- 16 iulie, un elicopter Mi-8 al trupelor de grăniceri s-a prăbușit în munții Ceceniei, ducând la moartea a opt persoane. A existat un singur supraviețuitor.[30]

## 2006
- 11 septembrie, trei generali de armată, incluzându-l pe șeful Înzestrării Logistice a Districtului Militar Rus al Caucazului de Nord, general-maiorul Vladimir Sorokin, au murit când un elicopter militar Mi-8 s-a prăbușit într-o suburbie din Vladikavkaz, ucigând cel puțin 12 persoane. Un grup islamic rebel din Osetia de Nord a revendicat doborârea elicopterului, dar ministrul Apărării a declarat că aparatul s-a ciocnit de un copac din cauza ceții dese.[31]

## 2007
- 27 aprilie, un elicopter militar rusesc Mi-8 al forțelor speciale a fost doborât de rafale de armă automată în Cecenia, ucigând toate cele 20 de persoane de la bord.[32]